# Katarska rukometna reprezentacija
Katarska rukometna reprezentacija predstavlja državu Katar u športu rukometu.
Osvojivši srebro 2015. na domaćem terenu, katarska reprezentacija postala je prva neeuropska momčad u povijesti svjetskih prvenstava koja je osvojila odličje.
Krovna organizacija:

## Poznati igrači i treneri

### Svjetsko prvenstvo 2019.
Popis igrača za svjetsko prvenstvu 2019.: Nidhal Aissa, Hamdi Ayed, Marko Bagarić, Youssef Benali (rukometaš), Allaedine Berrached, Rafael Capote, Firas Chaieb, Mahmoud Hassaballa, Moustafa Heiba, Ahmad Madadi, Kamalaldin Mallash, Frankis Marzo, Bertrand Roiné, Wajdi Sinen, Anadin Suljaković, Danijel Šarić (rukometaš), Rasheed Yusuff, Ameen Zakkar, Anis Zouaoui

## Nastupi naAP
- prvaci:
- doprvaci: 2002.
- treći: 2004., 2006.

## Nastupi naAzijskim igrama
- prvaci:
- doprvaci:
- treći:

## Nastupi naOI
- prvaci:
- doprvaci:
- treći:

## Nastupi naSP
- prvaci:
- doprvaci: 2015.
- treći: